# Lewis Ralph Conisbee
Lewis Ralph Conisbee est un naturaliste britannique, né en 1897 et mort en 1991.
Ce professeur d’anglais à la Grammar School. Durant quinze ans, il dirige la publication de la revue Hastings & East Sussex Naturalist et fait paraître en 1953 d’A list of the names proposed for the genera and subgenera of recent mammals 1904 to 1951.

## Source
- (en) Natural History Museum